# Johann Summer
Johann Summer (Dietersdorf am Gnasbach, 24 de outubro de 1951) é um ex-ciclista austríaco de ciclismo de estrada. Summer competiu na prova de 100 km contrarrelógio por equipes nos Jogos Olímpicos de Verão de 1952, 1976 e 1980.